# Цыплёнок жареный
«Цыплёнок жареный» — советская и российская городская фольклорная песня. Существует в многочисленных вариантах. Наиболее вероятная дата возникновения — 1918 год. Скорее всего, отражает историческую ситуацию 1918—1921 годов. Широкую известность получила приблизительно тогда же. Со временем перестала связываться с текущими реалиями и перешла преимущественно в детский фольклор (не позже 1940-х).  
Большое значение для распространения песни имело её исполнение Михаилом Жаровым в фильме «Выборгская сторона» (1938). Мелодия цитируется Шостаковичем в неоконченной опере «Большая молния» и оперетте «Москва, Черёмушки». Упоминается в книге Л. Пантелеева «Республика ШКИД» (1926) и в романе Г. Газданова Вечер у Клэр (1929), а также в фильме «Свадьба в Малиновке» (1967).